# Блокада Ізраїлем сектора Гази (2023)
Блокада Ізраїлем сектора Гази (2023) — запроваджена Ізраїлем «повна блокада» сектора Гази 9 жовтня 2023 року. В результаті було заблоковано надходження їжі, води, медикаментів, палива та електроенергії до сектора Гази. Блокада стала відповіддю на початок конфлікту між сектором Гази та Ізраїлем у жовтні 2023 року та атаки на Ізраїль бойовиків Хамасу.

## Контекст
Газа перебуває під частковою блокадою як Ізраїлем, так і Єгиптом з 2005 року. Кілька прикордонних переходів існували з Гази вздовж кордону Ізраїлю та Єгипту. Оголошення 9 жовтня 2023 року про повну блокаду є першим випадком, коли така блокада була запроваджена.
7 жовтня 2023 року бойовики ХАМАСу, палестинської політичної та військової організації та інших палестинських угруповань, перетнули бар'єр між Газою та Ізраїлем на півдні Ізраїлю, а також обстріляли Ізраїль ракетами. Згодом Ізраїль оголосив війну бойовикам, закликавши 300 000 резервістів для військової операції.

## Блокада
Про повну блокаду Гази 9 жовтня 2023 року оголосив міністр оборони Ізраїлю Йоав Ґалант «Ми встановлюємо повну облогу Гази… Ні електрики, ні їжі, ні води, ні газу — все закрито», — заявив він «Ми боремося з варварами і відповімо відповідним чином», — додав він. Речник міністра енергетики Ізраїлю, Ісраеля Каца, заявив, що Кац наказав негайно припинити подачу води в Газу. Ізраїльські танки та безпілотники отримали завдання охороняти проходи в стіні на кордоні між Газою та Ізраїлем і здійснювати блокаду.

## Пункти пропуску
У секторі Гази діють кілька пунктів пропуску через кордон з Ізраїлем та Єгиптом. Після оголошення блокади більшість із них були закриті або перебували під суворим контролем ізраїльських військових.

#### Перехід «Рафах»
Рафах (кордон з Єгиптом) є ключовим маршрутом для доставки гуманітарної допомоги, оскільки решта пропускних пунктів на ізраїльському кордоні були зачинені.
21 жовтня 2023 року його роботу частково відновили, і в перший же день туди прибула обмежена кількість вантажівок із гуманітарним вантажем.
Станом на 31 жовтня 2023 року кількість пропущених вантажівок із допомогою сягнула 241.
Єгипет, побоюючись напливу втікачів із Гази на Синайський півострів, посилив контроль на переході. Через це, за словами директорки Всесвітньої продовольчої програми Сінді Маккейн, процедури перевірки на єгипетському боці стали «надто суворими» та значно обмежили потік допомоги. До початку блокади через Рафах могло проїжджати до 500 вантажівок на день. Водночас влада Єгипту відкрито заявляє про небажання приймати великі потоки біженців із Гази, уникаючи перетворення півострова на зону евакуації палестинців.

#### Перехід Керем-Шалом
Це один із пунктів пропуску, який було прорвано на початку війни, після чого він залишався закритим. 30 жовтня ООН звернулася до Ізраїлю з проханням відкрити його для пропуску додаткових вантажів із гуманітарною допомогою. 3 листопада пропускний пункт короткочасно відкрили, і палестинських робітників із сектора Гази, які залишалися в Ізраїлі за робочими дозволами, відправили назад до Гази.
21 грудня 2023 року ізраїльські протестувальники намагалися заблокувати перехід Керем-Шалом, щоб не пропускати гуманітарну допомогу до сектора Гази. 6 лютого 12-й канал повідомив, що 132 вантажівкам із допомогою не дозволили в'їхати через перехід Керем-Шалом. 7 лютого ізраїльтяни встановили намети біля Керем-Шалом, щоб перешкодити постачанню допомоги до Гази.

#### Інші пункти пропуску
2 лютого ізраїльські активісти заблокували пункт пропуску Ніцана на кордоні між Єгиптом та Ізраїлем, щоб перешкодити надходженню гуманітарної допомоги до Гази.
12 листопада 2024 року Ізраїль знову відкрив перехід Кіссуфім у відповідь на вимоги США відкрити додатковий пункт пропуску до сектора Гази. Ці вимоги були спрямовані на збільшення потоку гуманітарної допомоги.

## Наслідки блокади
Блокада спричинила 90 % скорочення електропостачання, що вплинуло на роботу лікарень, каналізаційних станцій та призвело до зупинки опріснювальних установок, які забезпечували питною водою. За даними ВООЗ, станом на 23 листопада 2023 року 27 із 35 лікарень у секторі Гази припинили роботу.
15 листопада UNRWA оголосила, що через нестачу палива 70 % території Гази залишилося без доступу до чистої води. 17 листопада Oxfam заявила, що водопостачання Гази становить 17 % від довоєнного рівня. За оцінками Oxfam і ООН, відсутність чистої води та нормальних санітарних умов може спровокувати спалах холери й інших небезпечних інфекційних хвороб. 7 грудня Всесвітня організація охорони здоров'я повідомила про збільшення кількості гострих респіраторних захворювань, корости, випадків жовтяниці та діареї.
7 грудня 2023 року Всесвітня продовольча програма заявила, що 97 % домогосподарств у Газі стикаються з нестачею продуктів харчування, а 83 % жителів південної частини сектора виживають лише за рахунок «надзвичайних заходів споживання». 15 грудня ООН оцінила, що дев'ять із десяти жителів сектора не можуть харчуватися щодня. 22 грудня UNICEF застерегла про зростання загрози голоду в секторі Гази.
Прямі удари по телекомунікаційній інфраструктурі з боку Ізраїлю, а також блокування електроенергії та нестача палива призвели майже до повного колапсу великих операторів мобільного зв'язку в Газі. Відсутність доступу до інтернету заважає жителям Гази спілкуватися з рідними, стежити за операціями ЦАХАЛ, визначати найбільш небезпечні райони для обстрілів і можливі шляхи евакуації. Такі відключення також ускладнюють роботу служб екстреної допомоги, унеможливлюючи швидкий пошук і транспортування поранених, а також перешкоджають діяльності гуманітарних організацій і журналістів. Станом на грудень 2023 року близько 200 тисяч мешканців Гази (приблизно 10 % населення) отримали доступ до інтернету через eSIM-карти від організації Connecting Humanity.

### Голод
Війна між Ізраїлем та Хамасом призвела до неминучих умов голоду у Секторі Гази, що є наслідком ізраїльських повітряних ударів та триваючої блокади сектора Гази з боку Ізраїлю, яка включає обмеження на гуманітарну допомогу. Зараз 2,2 мільйона осіб у Газі перебувають у стані надзвичайної продовольчої нестачі.
Повітряні удари знищили харчову інфраструктуру, таку як пекарні, млини та продовольчі магазини, і спостерігається широкомасштабна нестача життєво необхідних ресурсів через блокаду гуманітарної допомоги. Це призвело до голодування понад півмільйона жителів Гази і є частиною ширшої гуманітарної кризи у секторі. Це — «найвищий показник кількості людей, що стикаються з катастрофічним голодом», зафіксований за шкалою IPC, і, за прогнозами, стане найбільш інтенсивним штучним голодом з часів Другої світової війни.
Інтегрована класифікація продовольчої безпеки (IPC) нещодавно класифікувала поточну ситуацію в Газі як найвищий рівень продовольчої нестабільності, який коли-небудь був зафіксований. При 53 % населення, що дорівнює 1,17 мільйона осіб, які перебувають на рівні надзвичайної небезпеки, регіон стикається з тривожними показниками недоїдання та смертності; через пануючі безпекові умови надання суттєвої гуманітарної допомоги стало надзвичайно складним. Вкрай важливо забезпечити послідовний і безперешкодний потік гуманітарної допомоги до Гази для задоволення нагальних потреб її населення.

## Реакції

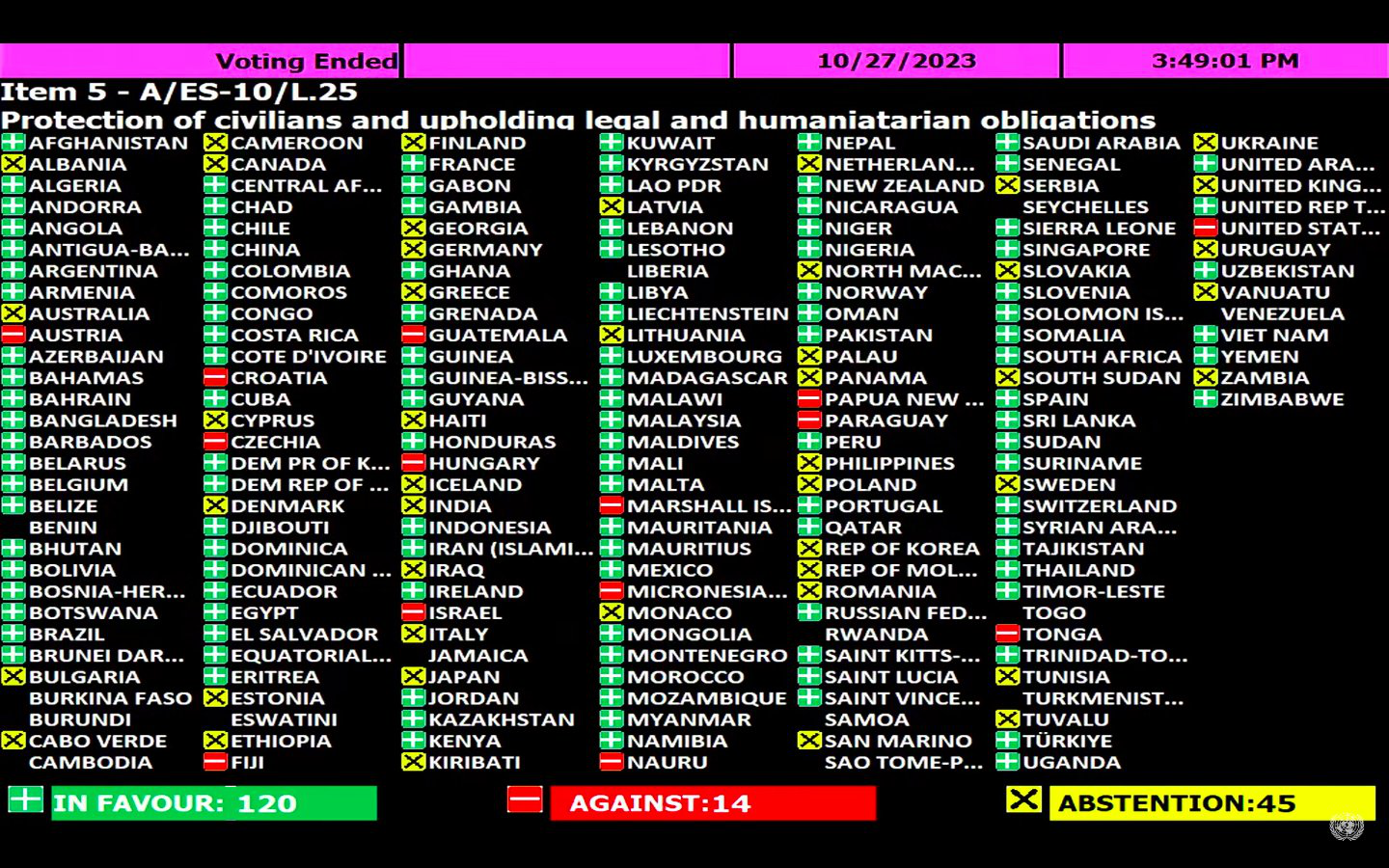
27 жовтня Загальні збори Організації Об'єднаних Націй ухвалили резолюцію ES-10/21, яка закликає до «негайного та стійкого» гуманітарного перемир'я та припинення бойових дій.

За даними опитувань інституту Agam, майже 60 % ізраїльських євреїв висловилися проти надання гуманітарної допомоги Газі.
Фолькер Тюрк, Верховний комісар ООН з прав людини, заявив, що блокада сектора Гази з боку Ізраїлю порушує міжнародне право, оскільки ставить під загрозу життя цивільного населення, позбавляючи його життєво важливих ресурсів для виживання.
Спеціальний доповідач ООН Francesca Albanese висловила занепокоєння тим, що «запроваджені заходи, включаючи бомбардування переходу Рафа, свідчать про намір вбити невинних мешканців сектора Гази», зазначаючи, що серед палестинців у Газі існує страх перед «другою Накба».
Генеральний секретар ООН Антоніу Гутерреш заявив, що він «глибоко засмучений» рішенням Ізраїлю запровадити повну блокаду сектора Гази.
Jan Egeland, Генеральний секретар Норвезької Ради для Біженців, заявив, що «колективне покарання порушує міжнародне право. Якщо це призведе до того, що поранені діти помруть у лікарнях через нестачу енергії, електроенергії та ресурсів, це може кваліфікуватися як воєнний злочин.»
10 жовтня 2023 року Високий представник Європейського Союзу з питань зовнішньої політики Жозеп Боррель заявив, що «відключення води, електроенергії та продовольства для великої кількості цивільних осіб є порушенням міжнародного права».
11 жовтня 2023 року президент Туреччини Реджеп Тайїп Ердоган заявив, що блокада та бомбардування Гази Ізраїлем у відповідь на атаку Хамасу є непропорційною відповіддю, що прирівнюється до «різанини».
Директор UNRWA Філіпп Лаззаріні охарактеризував сектор Гази як «кладовище населення, що застрягло між війною, блокадою та позбавленням ресурсів», зазначаючи: «Ми не зможемо сказати, що не знали. Історія запитає, чому світ не мав мужності діяти рішуче і зупинити це пекло на Землі».
Єгипетська влада намагалась запобігти масовому виходу палестинських біженців із сектора Гази в напрямку Синайського півострова, відхиливши пропозицію Сполучених Штатів щодо створення безпечних коридорів до Єгипту для палестинців, що тікають із Гази. Прикордонний перехід Рафа на кордоні Єгипет–Газа був закритий Єгиптом після початку конфлікту. Єгипет закликав Ізраїль дозволити безпечне проходження для палестинських цивільних із сектора Гази замість того, щоб змушувати їх тікати в напрямку Синаю.

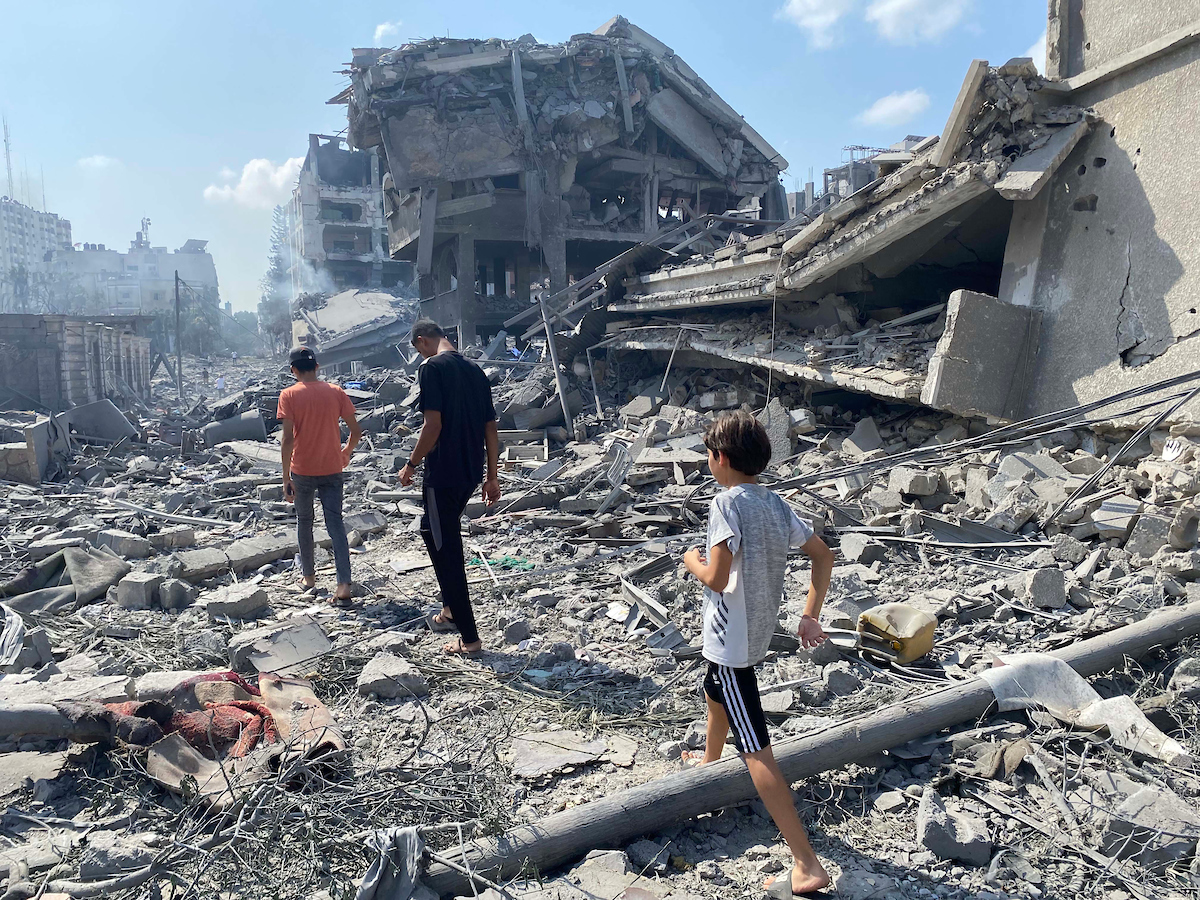
Район Ель-Ремаль у Газа 9 жовтня 2023 року

Фабріціо Карбоні, директор Міжнародного комітету Червоного Хреста (ICRC) для Близького Сходу, заявив, що «без електроенергії лікарні [в Газі] ризикують перетворитися на морги».
За даними Human Rights Watch, «Міністр енергетики та інфраструктури Ізраїлю чітко заявив, що недавні атаки Хамасу є причиною того, що ми вирішили зупинити постачання води, електроенергії та палива». Ці тактики є воєнними злочинами, як і використання голоду як засобу ведення війни. Представник ізраїльської правозахисної групи Gisha заявив, що немає «жодного виправдання для такого цілеспрямованого завдання по відношенню до цивільних».
Британський політик і лідер Лейбористської партії, Кір Стармер, оголосив про свою підтримку «права» Ізраїлю повністю відключити постачання електроенергії та води до сектора Гази в інтерв'ю для LBC, Це спричинило обурення і Labour Muslim Network засудили його заяви як підтримку «колективного покарання» і вимагали від нього вибачень.
Мер Лондона Садік Хан закликав Ізраїль виявити стриманість, стверджуючи, що блокада сектора Гази може призвести до страждань палестинських цивільних.
13 жовтня Міністерство закордонних справ Норвегії засудило ізраїльську блокаду та примусове переміщення населення сектора Гази.
Аньєс Калламар, секретар Amnesty International, заявила, що ізраїльська влада повинна негайно зупинити посилення обмежень, включаючи відключення електроенергії, води та продовольства. Вона зазначила, що відключення матиме серйозний вплив на доступ до чистої води, зв'язоку, інтернету та громадського здоров'я.

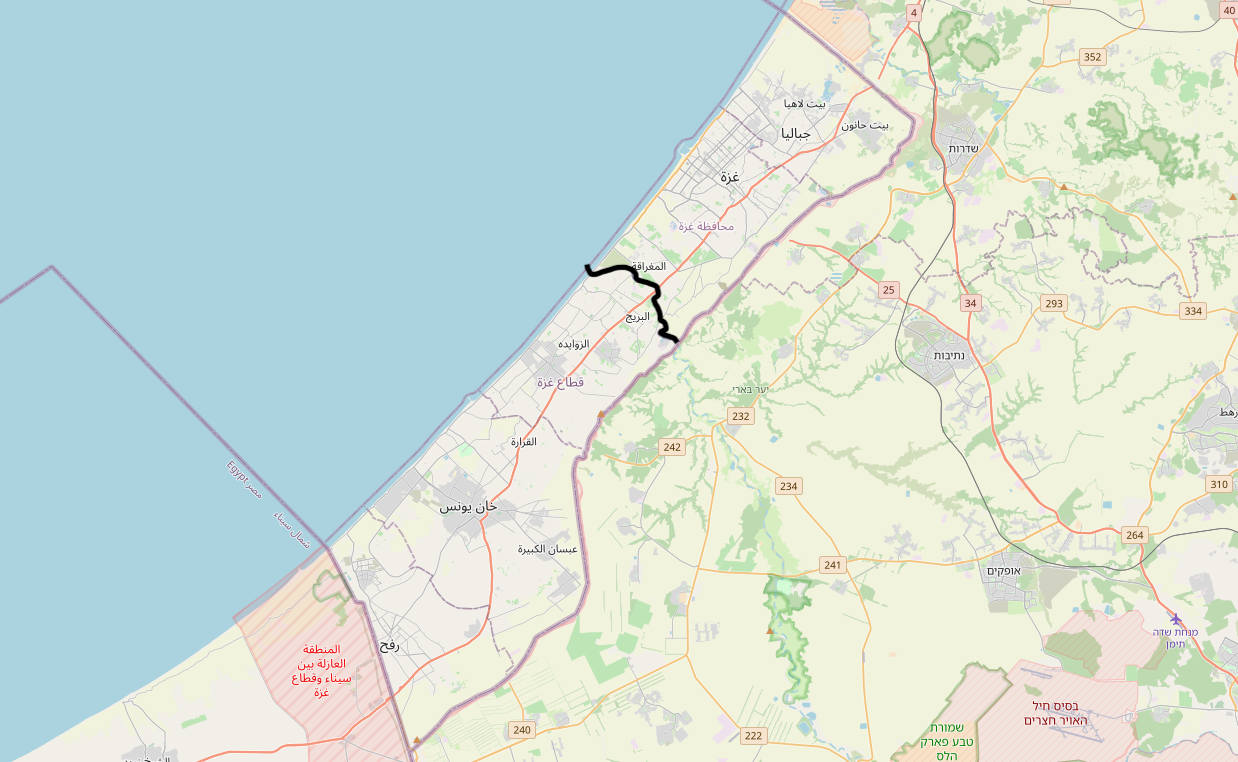
Чорна лінія позначає межу ЦАХАЛ у Секторі Газа для евакуації північного сектора Гази

18 жовтня Сполучені Штати застосували вето на резолюцію Рада Безпеки ООН, ініційовану Бразилією та підтриману 12 із 15 членів Ради, яка закликала до «гуманітарних пауз» для доставки допомоги цивільним мешканцям Гази. Посол США при ООН Лінда Томас-Грінфілд пояснила, що США працюють над дипломатичним вирішенням гуманітарної кризи, а резолюція не визнавала права Ізраїлю на самозахист.
21 жовтня ізраїльська армія скинула в Газі листівки з повідомленням: «Термінове попередження! Жителям Гази: ваша присутність на півночі сектора Гази ставить під загрозу ваше життя. Будь-хто, хто вирішить не евакуюватися з північної частини сектора Гази на південь, може бути ідентифікований як член терористичної організації».
22 жовтня Сінді Маккейн попередила, що «ці люди помруть від голоду, якщо Всесвітня продовольча програма не зможе увійти в Газу».
18 грудня Human Rights Watch звинуватив Ізраїль у «використанні голоду цивільного населення як методу ведення війни в окупованому секторі Гази».
7 січня 2024 року заступник директора UNRWA повідомив про гострий голод та майже колапс системи охорони здоров'я.
9 січня британський міністр закордонних справ Девід Камерон визнав, що його «турбує», що Ізраїль вжив заходів, які можуть порушувати міжнародне право, і заявив, що хоче, щоб Ізраїль відновив постачання води до Гази.